# ماركوس هديجر
ماركوس هديجر (و. 1959  م) هو لغوي، وشاعر، ومترجم، وكاتب سويسري، ولد في زيورخ.

## سيرة شخصية
قضى ماركوس هيديجر طفولته وشبابه في ريناخ. بعد تخرجه من مدرسة الكانتون الجديدة في أراو، درس الدراسات الرومانسية والنقد الأدبي (مع فيرنر_ويبر_(صحفي) ) في جامعة زيورخ منذ عام 1980. في 1984/85 عمل مساعدًا في Lycée_Michel-Montaigne_(Bordeaux) في بوردو.
تخرج بدرجة الليسانس من جامعة زيورخ في عام 1990.
وفي عام 1975 اكتشف فرنسا، وخاصة باريس. وهناك التقى بالشاعر والكاتب المسرحي اللبناني جورج شحادة عام 1979، الذي فتح له آفاقاً جديدة، وكان يزوره بانتظام حتى وفاته عام 1989. ومن اللقاءات الأخرى التي كانت مهمة لتطوير شخصيته وتقديره الفني الشعراء إريكا بوركارت وجيليفيتش بالإضافة إلى الروائيين هوغو لوتشر ووالتر فوجت وأوتو ستيجر وجوليان جرين وجورج بورجود وكلود ديلارو.
بدأ ماركوس هيديجر في كتابة قصص المغامرات ولاحقًا القصص القصيرة والرواية باللغة الألمانية في وقت مبكر. في عام 1977 بدأ تعلم اللغة الفرنسية. ولا يزال اليوم يخدمه في التعبير عن أشياء شخصية للغاية، في حين أن لغته الأم، الألمانية، هي اللغة التي يترجم إليها الروايات والقصص والأشعار والمقالات من الفرنسية. في عام 1978، كتب أول نص غنائي له باللغة الفرنسية، وبعد 18 عامًا، نُشر ديوانه الشعري الأول بعنوان Ne retournez pas la pierre (1996). وفي عام 1978 أيضًا، شرع في ترجمة جديدة لمسرحية Huis Clos لجان بول سارتر والمسرحية المكونة من فصل واحد لوسيان دي كاربينتراس لإيف نافار. نُشرت ترجمته الأولى عندما كان لا يزال طالبًا: منفى جرادو (1984) لجاك ميركانتون. تبع ذلك أكثر من عشرين منشورًا آخر بعد عام 1990.
كان ماركوس هيديجر عضوًا في مجموعة أولتن من عام 1991 إلى عام 2002، والتي مثلها في CEATL - المجلس الأوروبي لجمعيات المترجمين الأدبيين - من عام 1999 إلى عام 2002. ومن عام 2003 إلى عام 2013، شغل نفس المنصب في الجمعية السويسرية للمؤلفين السويسرية (AdS) التي تأسست حديثًا، حيث كان عضوًا في مجلس إدارتها من عام 2007 إلى عام 2013.
وفي عام 2011، تمت دعوته إلى مهرجان الشعر الدولي روزاريو  ، وفي عام 2012 إلى مهرجان ريلكه في سيير، وفي عام 2014 إلى مهرجان الشعر الدولي ميديلين[2]، وفي عام 2016 إلى مهرجان الشعر الدولي في ليما وإلى مهرجان أوروبا في فيرسي في كومو، في 2017 إلى Literaturtage Zofingen وعدة مرات إلى صيف Seetaler الشعري.
تم نشر قصائد ماركوس هيديجر في المجلات الأدبية والمختارات في ألمانيا وكولومبيا وإسبانيا وفرنسا وإيطاليا وأوزبكستان وبيرو وسويسرا وسلوفينيا وأوكرانيا، وقد تم تلحينها من قبل ملحنين مثل كونستانتينوس ستيليانو: L'Or et l "أومبير للصوت العالي والبيانو (2010-11) .
يشغل ماركوس هيديجر منصب رئيس مؤسسة بيتر ميج في لينزبورغ منذ ديسمبر 2018.

## المنشورات

### شِعر
لا تقلب الحجر، رومي (1981-1995)، Éditions de l'Aire، Vevey 1996 (ISBN 2-88108-437-0)
لا تقلب الحجر – لا شيء من هذا القبيل. الفرنسية – الألمانية (قرص مضغوط صوتي)، Arsmedia، Schöftland 1999 (ISBN 3-909188-36-2)
هناك لنتذكر / Qui per ricordare (traduzione di Alberto Panaro e Grazia Regoli)، اختيار 17 قصيدة بالترجمة الفرنسية والإيطالية، Lietocollelibiri، Faloppio 2005 (ISBN 88-7848-154-8)
تحت الضوء، romesie II (1996-2007)، Éditions de l'Aire، فيفي 2009 (ISBN 2-88108-886-4)
حتى يتذكر أحدكم، Editions Alla Chiara Fonte, Viganello 2013
الذهب والظل. جسد واحد، Romesies I-III (1981-2016)، مقدمة بقلم رينيه دي سيكاتي، Éditions de l'Aire، L'Aire bleue، Vevey 2017 (ISBN 9782-94058-612-7)
في منفضة سجائر الزمن، Romesie III (2008-2021)، Éditions de l'Aire، L'Aire bleue، Vevey 2022 (ISBN 978-2-88956-222-0)

### مقال
فترة ما بعد الظهيرة لجورج شحادة، مقال في: اللقاء الثاني، Éditions de l'Aire، فيفي 2009 (ISBN 978-2-88108-900-8)

### مقتطفات
ترجم عمله "L'or et l'ombre. Un seul corps" إلى اللغة العربية "الذهب والظل. جسد واحد"، وصدر عن دار النهضة عام 2022. 
Passagen – Erzählungen aus der französischen Schweiz 1970-1990، Benziger Verlag، زيورخ 1991 (ممرات – قصص من سويسرا الفرنسية 1970-1990. بنزيغر، زيوريخ 1991)

### ترجمات
جاك ميركانتون، Der Verbannte von Grado (الاب. La Sibylle)، قصص إيطالية، Zurich Benziger Verlag، 1984
إتيان باريلييه، Die Katze Musica (fr. Musique)، رواية، زيورخ، Benziger Verlag، 1991
برنارد كومنت، Diener des Wissens (الاب. ظل الذاكرة)، رواية، زيورخ، Benziger Verlag، 1992
أليس ريفاز، Wolken in der Hand (الاب. Nuages dans la main)، رواية، Frauenfeld، Huber Verlag، 1992
جاك ميركانتون، Die Stunden des James Joyce (الاب. ساعات جيمس جويس)، مقال، بازل، Lenos Verlag، 1993
إيف لابلاس، عين فوربيلدليشر مان (الاب. رجل مثالي)، رواية، لينوس فيرلاغ، بازل 1994
أليس ريفاز، شلافلوز ناخت (الأب جيتي تون باين)، رواية، بازل، لينوس فيرلاغ، 1994،
```
1997، زيورخ 2005، 
```

بازل 2007 (مسرحية إذاعية)
جاك إتيان بوفارد، واروم راوشن سي، السيد جرين؟ (الاب لا غريفي)، رواية، بازل، دار لينوس، 1996
إليزابيث حوريم، دير رينغ (الأب لو رينغ)، رواية، بازل، لينوس فيرلاغ، 1996
إيفيت زغراغين، ماتياس بيرغ (الأب ماتياس بيرغ)، رواية، بازل، لينوس فيرلاغ، 1997، 2004 و2014
أليس ريفاز، Aus dem Gedächtnis، aus dem Vergessen (الاب. De Mémoire et d’oubli)، قصص، بازل، Lenos Verlag، 1997
إيفيت زغراغين، لا بونتا (الأب لا بونتا)، رواية، بازل، لينوس فيرلاغ، 1999، 2000 و2008
أليس ريفاز، Wie Sand durch die Finger (الاب. Comme le sable)، رواية، بازل، Lenos Verlag، 2000 و2006
أليس ريفاز، داس ويلينتال (الاب. Le Creux de la vague)، رواية، بازل، Lenos Verlag، 2001
روز ماري باجنارد، جوديثس فيرمشتنيس (الاب. درس جوديث)، قصة، بازل، لينوس فيرلاغ، 2002
جان برنار فويليم، Mit dem Gesicht zum Rücken (fr. Face à dos)، رواية، Lenos Verlag، بازل 2003
إيفيت زغراغين، دي هوغل (الاب. ليه كولينز)، قصة قصيرة، بازل، لينوس فيرلاغ، 2004
نيكولا بوفييه، Aussen und innen (الاب. Le Hors et le dans)، قصائد، بازل، Lenos Verlag، 2005
إيفيت زغراغين، Weiher unter Eis (الأب. Un Etang sous la glace)، رواية، بازل، Lenos Verlag، 2006 و2013
إيفيت زغراغين، Lebenssplitter (الاب. Eclats de vie)، بازل، Lenos Verlag، 2008 و2016
كلير كرينبول، ربما في مكان آخر / Vielleicht anderswo، مختارات من القصائد 1991-2010، زيورخ، Wolfbach Verlag، 2013
بيير آلان تاش، قل وداعًا / أبسشيد نهمين، زيورخ، دار فولفباخ، 2017